# پاتریک لوبو
پاتریک لوبو (فرانسوی: Patrick Lebeau‎؛ زادهٔ ۱۷ مارس ۱۹۷۰) بازیکن هاکی روی یخ اهل کانادا بود.
از باشگاه‌هایی که در آن بازی کرده‌است می‌توان به کلگری فلیمس و مونترآل کانادینز اشاره کرد.